# Salvia dorisiana
Salvia dorisiana es una planta perenne de la familia de las lamiáceas. Es originaria de Honduras. 

## Descripción
Es un arbusto que alcanza un tamaño de 1-1.3 m de alto, ramificado en gran medida. Las hojas tienen un aroma afrutado cuando se rozan, y grandes de flores de color rosa fucsia que se producen en invierno. Salvia dorisiana fue descrita por primera vez en 1950, y ha llegado a ser popular como planta de invernadero. Las flores miden hasta 5 cm de longitud, con un cáliz verde lima de la misma longitud. Toda la planta está cubierta de pelos cuyas glándulas liberan un aroma de piña y pomelo.

## Taxonomía
Salvia dorisiana fue descrita por Paul Carpenter Standley y publicado en Ceiba 1(1): 43. 1950.
Etimología
Ver: Salvia
dorisiana: epíteto otorgado en honor de Doris Zemurray Stone, 1909-1994, arqueóloga, etnógrafa y directora del Museo Nacional de Costa Rica, aunque muchas referencias de horticultura apócrifa repiten que lleva el nombre de Doris, hija de Oceanus y Tethys, y esposa de Nereo.